# Ante meridiem
Ante meridiem (A.M. ou am) é uma expressão latina para "antes do meio-dia". É usada para dividir as horas do dia no sistema horário de doze horas.